# Carlos Cermeño
Carlos Cermeño (Maturín, Monagas, Venezuela; 8 de agosto de 1995) es un futbolista venezolano que juega como centrocampista en Universidad Central de Venezuela de la Primera División de Venezuela.

## Trayectoria

### Selección nacional
Ha sido internacional con la selección de fútbol sub-20 de Venezuela, participando en el XXII Juegos Centroamericanos y del Caribe y en el Sudamericano 2015. Con una actuación importante, siendo el lateral izquierda de la selección y en ocasiones el volante "5", ha disputado 7 encuentros hasta la fecha.

#### Juegos Centroamericanos y del Caribe
| Centroamericanos                          | Sede   | Resultado  | Partidos | Goles |
| ----------------------------------------- | ------ | ---------- | -------- | ----- |
| XXII Juegos Centroamericanos y del Caribe | México | Subcampeón | 5        | 0     |

#### Campeonato Sudamericano Sub-20
| Sudamericano Sub-20 | Sede      | Resultado     | Partidos | Goles |
| ------------------- | --------- | ------------- | -------- | ----- |
| Sudamericano 2015   | Argentina | Primera ronda | 2        | 0     |

## Clubes
| Club                             | País           | Año           | Partidos | Goles |
| -------------------------------- | -------------- | ------------- | -------- | ----- |
| Monagas                          | Venezuela      | 2011 - 2013   | 4        | 0     |
| Deportivo Táchira                | Venezuela      | 2013 - 2017   | 111      | 6     |
| Dallas                           | Estados Unidos | 2017          | 10       | 0     |
| Alianza Petrolera                | Colombia       | 2018          | 7        | 0     |
| Deportivo Táchira                | Venezuela      | 2018 - 2020   | 78       | 7     |
| Deportivo La Guaira              | Venezuela      | 2021          | 27       | 0     |
| Metropolitanos F.C               | Venezuela      | 2022-2023     | 52       | 7     |
| Academia Puerto Cabello          | Venezuela      | 2024          | 18       | 0     |
| Portuguesa Fútbol Club           | Venezuela      | 2025          | 22       | 1     |
| Universidad Central de Venezuela | Venezuela      | 2025-presente | 0        | 0     |

## Palmarés
| Título           | Club                       | País      | Año     |
| ---------------- | -------------------------- | --------- | ------- |
| Primera División | Deportivo Táchira          | Venezuela | 2014/15 |
| Primera División | Metropolitanos Fútbol Club | Venezuela | 2022    |